# Aemilia Materna Thermantia
Aemilia Materna Thermantia († 415 in Rom) war die zweite Ehefrau des römischen Kaisers Honorius.
Thermantia war eine Tochter des magister militum Stilicho und der Serena. Sie hatte einen Bruder namens Eucherius und eine Schwester namens Maria, die mit Kaiser Honorius, einem Cousin ihrer Mutter, verheiratet war. Nach Marias Tod wurde Thermantia 408 wohl noch im Kindesalter die zweite Ehefrau des Honorius.
Nach dem Sturz ihres Vaters im August 408 wurde sie aus dem Kaiserpalast verbannt, ohne dass die Ehe vollzogen worden war, und zu ihrer Mutter nach Rom gebracht. Serena wurde allerdings bereits Ende 408, während der ersten Belagerung Roms durch Alarich, hingerichtet, weil sie der Senat verdächtigte, Alarich herbeigerufen zu haben.
Thermantia überlebte die Ermordung ihrer Eltern um einige Jahre; sie starb 415.